# Chaetodipus lineatus
Chaetodipus lineatus е вид бозайник от семейство Торбести скокливци (Heteromyidae).

## Разпространение
Видът е разпространен в Мексико.